# Chiesa di San Pietro al Terreno
La chiesa di San Pietro al Terreno si trova nel comune di Figline e Incisa Valdarno.

## Storia e descrizione
Già citata nel 1148, la chiesa è stata completamente ristrutturata nel Settecento.

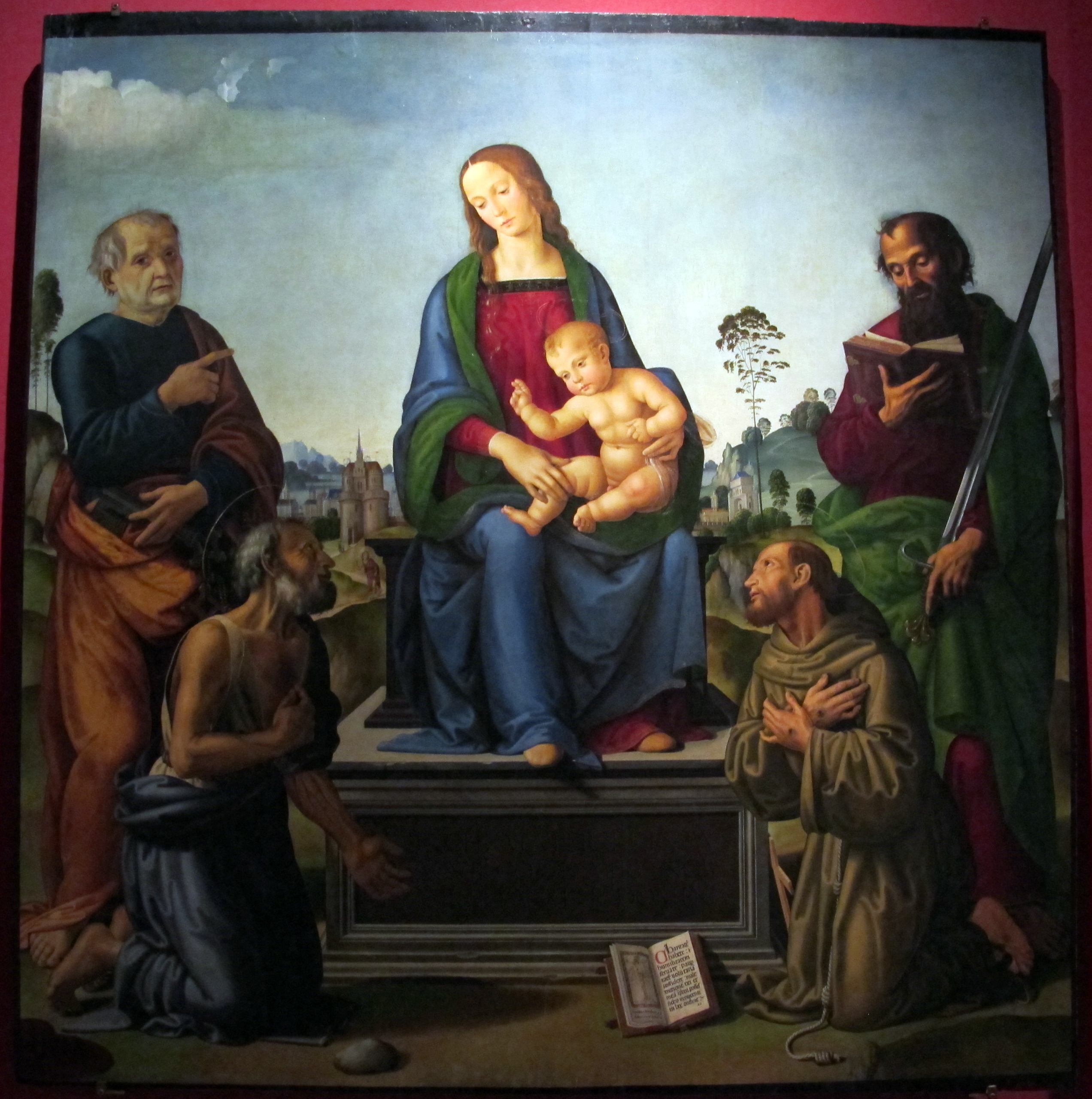
Lorenzo di Credi (bottega) e pittore nordico, Madonna col Bambino e Santi

L'interno di aspetto settecentesco, ad aula unica, è dotato di un ricco patrimonio artistico: l'altare, datato 1632, contiene una bella tavola di scuola fiorentina dell'inizio del Cinquecento raffigurante la Madonna col Bambino tra i santi Pietro, Paolo, Giacomo e Francesco di discussa paternità, dipinta da due mani, il cui riconoscimento ha fatto molto discutere i critici: la parte comprendente la Madonna col Bambino e San Pietro a sinistra fu forse eseguita da Lorenzo di Credi o da qualche pittore della sua bottega, forse individuabile in Giovanni Cianfanini, già Maestro della Conversazione di Santo Spirito. Le altre figure, per il realismo dei particolari e la scarsa idealizzazione, spettano ad un altro artista probabilmente nordico, non ancora identificato.
All'altare maggiore era, al posto della pala, un affresco staccato ritrovato sotto l'attuale tavola ed oggi nel coro che, in forma di finto trittico dipinto rappresenta la Madonna col Bambino in trono tra i santi Biagio, Bernardo, Pietro e Paolo. L'affresco è riferito ad un pittore di scuola umbra ed è databile al primo Quattrocento 
In chiesa è anche una Madonna del Rosario dipinta da Francesco Boldrini nel 1616 forse con la collaborazione di Pompeo Caccini.
Una grande tela con la Trinità appare alla Vergine commissionata nel 1657 ad Agostino Melissi dalla Compagnia della Passione e della S.S. Trinità annessa alla chiesa, ma consegnata solo nel 1674, è oggi conservata nel Museo della Collegiata di Santa Maria Assunta di Figline.